# Lanny Rees
Lanny Rees (Veradale, 14 dicembre 1933) è un attore statunitense, noto per i suoi ruoli di attore bambino negli anni quaranta e come interprete del ruolo di "Junior Riley" nel film The Life of Riley (1949) e nell'omonima serie televisiva (1949-1950).

## Biografia
Nato nel 1933 nello stato di Washington, Lanny Eliot Rees era il più giovane di otto figli. Appassionato di tip tap, allo scoppio della seconda guerra mondiale iniziò ad esibirsi intrattenendo le truppe di stanza nell'area di Spokane come danzatore e giovane presentatore agli spettacoli del campo. Nel 1944 si trasferì con la famiglia a Van Nuys, vicino a Los Angeles in cerca di maggiori opportunità.
Notato da un talent scout della RKO, il dodicenne Rees firmò  un contratto per $100 a settimana, cominciando a lavorare in produzioni cinematografiche. Ugualmente a suo agio in commedie, drammi e western, Rees trovò spazio in numerosi film. La sua parte di maggior rilievo fu in My Dog Shep (1946), che ebbe un buon successo al botteghino.
Nel 1949 interpretò il suo ruolo più famoso, quello di Junior Riley nel film The Life of Riley, basato sulla omonima serie radiofonica, con William Bendix come protagonista. Il successo del film generò una serie televisiva dalla stesso titolo con lo stesso cast del film, con l'unica eccezione del protagonista sostituito da Jackie Gleason. Rees poté così riproporre il suo personaggio anche sul piccolo schermo, divenendo uno dei primi attori bambini ad entrare nel cast principale di una serie televisiva americana. La serie ebbe successo ma durò solo un anno; quando riprese nel 1953, con William Bendix come protagonista, Rees era ormai troppo grande per la parte.
Ormai adolescente, Rees vide ridursi le opportunità di lavoro. finché nel 1954 decise di iniziare una nuova vita arruolandosi nell'esercito. Successivamente ha lavorato per la North American Rocketdyne, un produttore di motori a razzo, e la General Dynamics Astronautics Division, che ha installato i missili Atlas.
Rees è tornato sul grande schermo soltanto una volta nel 1999, interpretando un sergente della polizia nel film Class of 1999.

## Filmografia

### Cinema
- Home in Oklahoma, regia di William Witney (1946)
- Little Iodine, regia di Reginald Le Borg (1946)
- My Dog Shep, regia di Ford Beebe (1946)
- A Likely Story, regia di H.C. Potter (1947)
- Piccolo cuore (Banjo), regia di Richard Fleischer (1947)
- The Law Comes to Gunsight, regia di Lambert Hillyer (1947)
- Overland Trails, regia di Lambert Hillyer (1948)
- California Firebrand, regia di Philip Ford (1947)
- I giorni della vita (The Time of Your Life(, regia di H.C. Potter (1948)
- The Life of Riley, regia di Irving Brecher (1949)
- Class of 1999, regia di Mark L. Lester (1999)

### Televisione
- The Life of Riley, serie TV, 23 episodi (1949-1950)
- Il cavaliere solitario (The Lone Ranger) - serie TV, un episodio (1952)
- Schlitz Playhouse - serie TV, 2 episodi (1953)
- Your Favorite Story - serie TV, un episodio (1954)